# 塞尔维乌斯·苏尔皮基乌斯·加尔巴

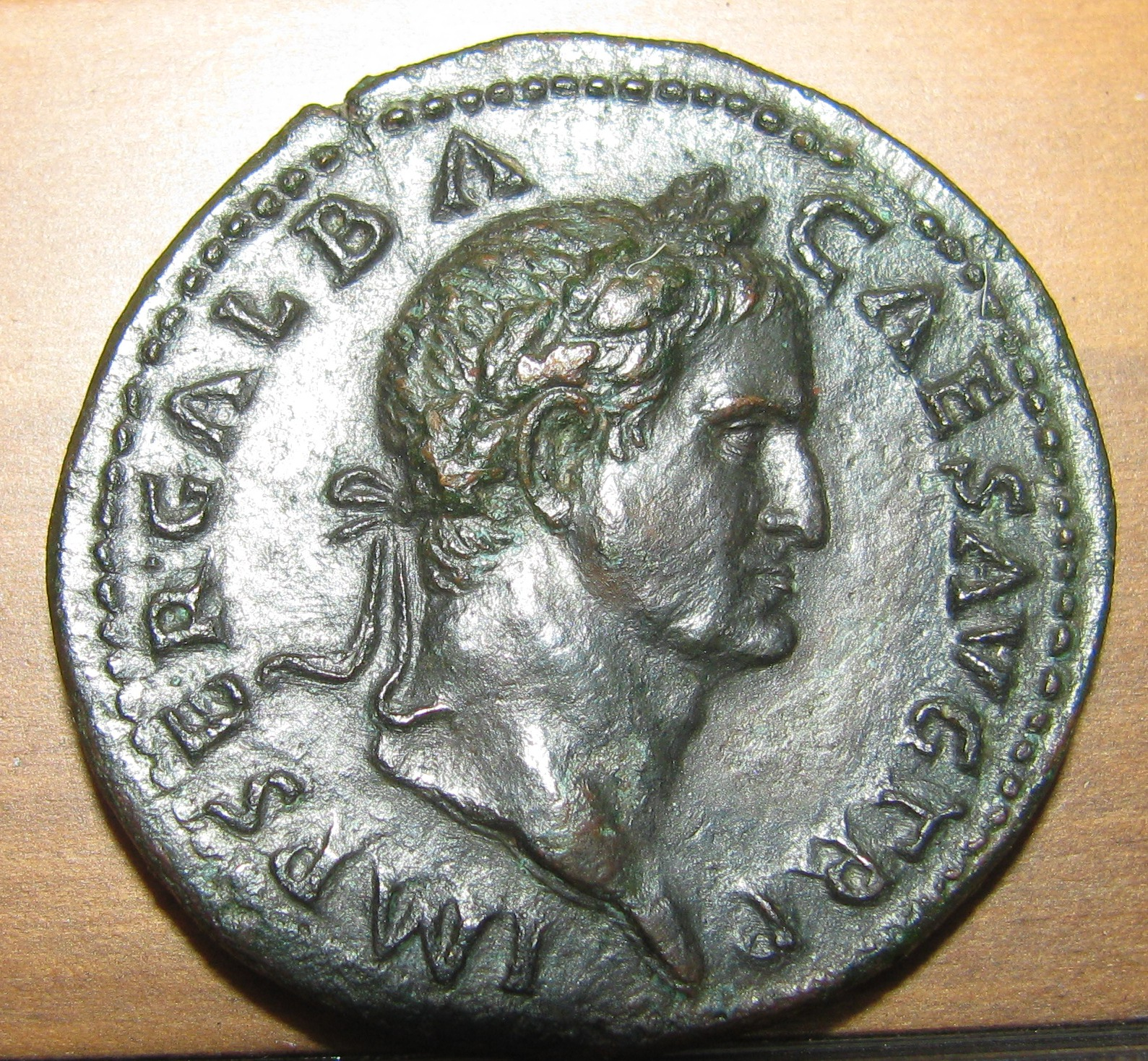
印有加爾巴側面像的羅馬帝國銅幣

塞爾維烏斯·蘇爾皮基烏斯·加爾巴（拉丁語：Servius Sulpicius Galba；前3年12月24日—69年1月15日）。他在尼祿自殺之後，成為羅馬帝國的皇帝，結束了儒略-克勞狄王朝。在他就任帝位期間，並未穩定帝國的內外混亂局勢，僅僅七個月就遭到殺害。在這一年（69年）中，在羅馬城陸續出現了四位皇帝，因此該年也被稱作四帝之年。

## 早年生活
加爾巴出身於羅馬古老的一個名門望族。在李維的書中曾提及一位凱爾特人領袖「加爾布」，因此這一有名的氏族可能來自於古代的凱爾特。加爾巴的曾祖父曾經參與了布魯圖斯和卡西烏斯謀刺凱撒的陰謀，後被處死。加爾巴的祖父曾任羅馬的大法官，而且是一名歷史學家；加爾巴的父親更曾經就任羅馬的執政官。
加爾巴出生於泰拉奇纳（位於今日羅馬城的南方拉蒂纳省）。早年他曾被莉薇婭過繼為子，因此傳說他在小時候，奧古斯都曾對他說過：「孩子，將來你也會嘗到我的權力的滋味。」後來的提比略也曾說過類似的話。
加爾巴在36歲那年擔任了執政官，並在阿基坦尼亚擔任行省長官。後來，卡利古拉任命他為上日耳曼行省總督；他以嚴格的紀律和訓練要求士兵，在當時有相當高的治軍名聲。卡利古拉遇刺時，有人鼓動他趁勢而起，但他卻保持沈默，因此得到後來的皇帝克勞狄烏斯的信任，以「代行執政官」的身份派任到阿非利加行省（約當於今日的突尼西亞，這是元老院行省中的榮譽職）擔任總督兩年。由於他在日耳曼與阿非利加的業績，他獲得了凱旋服飾和三個祭司職務。後來他在尼祿當政初期的大部分時間，退出政治事業，過著隱退的生活。
直到60年，他就任了塔拉科西班牙的行政長官。起先，他在行省中以嚴厲的刑罰處理各類犯人，甚至於將犯罪的羅馬公民釘死在十字架上──在古羅馬共和到帝國初期，只對奴隸或行省人民才處以十字架之刑，羅馬公民的最重極刑一般為斬首。後來他在行省則逐漸採取放任的消極治理；羅馬史學家蘇埃托尼烏斯認為，這是加爾巴為了怕引起皇帝尼祿的嫉妒，才刻意地在職務上不求任何表現。
68年4月，卢格敦高卢的行省長官文德克斯，以「解放人類」的口號，舉兵反叛皇帝尼祿。這時候，加爾巴截獲了尼祿打算處死他的命令；為求自保，加爾巴便決定支持文德克斯的起兵，響應反抗尼祿的行動。他在西班牙行省內徵募了一個軍團、兩個騎兵大隊和三個步兵大隊，並擁有騎士階級「志願兵」的衛隊支援。但不久之後，他的騎兵大隊軍心不穩，加爾巴差點遇害。
5月，效忠於帝國中央的日耳曼軍團，由盧福斯率領進入高盧，與文德克斯發生戰鬥。文德克斯兵敗身亡，這對加爾巴是件重大的打擊。當加爾巴正準備自殺之際，從羅馬傳來尼祿死亡的消息，全體人民向他宣誓效忠。於是加爾巴接受「凱撒」的稱號，率領效忠於他的部隊進入羅馬城。

## 稱帝
68年10月登上帝位的加爾巴並未能立即解決帝國的混亂局勢，許多措施還招致了人們更大的怨恨。
由於他剛就位之際，許多西班牙和高盧的城市曾遲疑而不肯對他宣誓效忠，因此他後來便對這些城市徵收了苛稅，並將那裡的首長連同其妻子統統處死。許多先前受惠於尼祿而成了正式士兵的部隊，加爾巴強迫他們恢復原來的水手身份；當他們向新皇帝陳情時，加爾巴則是派遣騎兵驅散他們，並對他們採用「十一抽殺」的殘酷刑罰。他還遣散了歷來擔任皇帝衛隊的首都日耳曼部隊，並毫無報酬或補償地要他們回到日耳曼故土。他也未遵循新皇帝繼位的習慣──發放給所有士兵犒賞獎金，因而引發所有士兵們的不滿情緒。
加爾巴進城之後，大力整肅與尼祿親近的人員；深受士兵喜愛的日耳曼軍團長鲁弗斯被他下令解職，改派維提里烏斯就任。此外，他為了補充國庫，下令追回過去曾接受尼祿的所有賞賜。因此他在得到皇帝權位之後，反而引起許多階層人士的不滿。69年1月1日，上日耳曼軍團拒絕向皇帝宣誓效忠，他們擁立維提里烏斯叛變，向羅馬進軍。
引起加爾巴殺身之禍的導火線，則是他收養了批索·里奇尼亞努斯為自己的繼承人。過去熱切支持加爾巴的奧托，原本期望年邁的加爾巴會選擇自己為他的繼承人，但在希望落空之後，便開始鼓動羅馬城內對新皇帝的不滿的人們，並暗中取得近衛軍的支持。
1月15日，奧托在羅馬城發起人民暴動。加爾巴原先想留在宮廷中靜觀情勢的發展；但後來他誤信受到奧托收買的親信之言，以為情勢已經穩定，暴亂平息，並慫恿他親赴廣場演講。但當加爾巴到達現場時，受到激憤鼓動的民眾立刻向加爾巴攻擊，加爾巴的近衛部隊袖手旁觀，加爾巴就在混亂之中被殺。他的頭顱被插在長矛上送給奧托，屍體被放置在廣場上。後來，他的一位獲釋奴隸才以金錢買下加爾巴的頭顱，與他的屍體合葬於他的私人花園墓地。

## 後續與評價
加爾巴未能平息尼祿之後帝國局勢。他登基之後對於高盧地區的苛捐，引發後來在維提里烏斯進軍後，高盧都市之間的區分成「加爾巴派」和「非加爾巴派」，並發生許多殘酷的彼此報復行徑。日耳曼部隊進攻羅馬，引起了69年帝國各處一連串的血腥戰鬥與混亂，直到後來維斯帕先的即位才告平息。
在蘇埃尼托烏斯筆下認為，「儘管他的許多所作所為，可以證明他是一個出色的元首，但是他憑這些品質所贏得的熱愛，遠不及他以相反的行為所引起的痛恨。」相較於尼祿，加爾巴顯得相當廉潔、重視行政效率。但他在混亂當中即位，缺乏籠絡人心的政治手法，反倒引起自己的敗亡，以及這一整年的國家動盪。